# Mattheüs I van de Elzas
Mattheüs I van de Elzas (ca. 1138 - Driencourt, 25 juli 1173) was graaf van Boulogne.
Mattheüs was een zoon van de graaf van Vlaanderen, Diederik van de Elzas en Sybilla van Anjou. Hij trouwde in 1160 met Maria van Boulogne, erfgename van het graafschap Boulogne en uitgestrekte bezittingen in Engeland sinds de dood van haar laatste broer in 1159. Dit huwelijk werd gearrangeerd door Hendrik II van Engeland, en niemand trok zich er iets van aan dat Maria in 1159 abdis was van de abdij van Romsey. In 1162 vroeg Mattheüs aan de paus om een bisschop aan te stellen in Boulogne. De paus weigerde en in de volgende ruzie excommuniceerde de paus Mattheüs en Maria, met als grond dat hun huwelijk niet geldig was omdat Maria als non geestelijke geloften had afgelegd die ze nu niet meer trouw was. Aanvankelijk trok niemand hier zich veel van aan en Mattheüs nam in 1166 deel aan een Vlaamse expeditie tegen Holland. Maar in 1168 volgde een interdict voor het graafschap Boulogne. In 1170 werd er met hulp van keizer Frederik I van Hohenstaufen een regeling getroffen waarbij Mattheüs en Maria scheidden en de excommunicatie werd opgeheven. Maria trad weer in het klooster en Mattheüs mocht het graafschap Boulogne behouden.
Mattheüs was een trouw volgeling van koning Hendrik II en ontving van hem grote goederen in Normandië en Engeland. Hij gaf stadsrechten aan Calais. Mattheüs overleed aan verwondingen door een kruisboog, tijdens het beleg van Dri(e)ncourt (Neufchâtel-en-Bray).
Mattheüs en Maria kregen de volgende kinderen:
- Ida van Boulogne, erfgename van Boulogne
- Mathilde van de Elzas

Mattheüs hertrouwde met Eleonora van Vermandois, zij kregen een dochter die jong overleed.

## Voorouders
| Voorouders van Mattheüs_I van Elzas | Voorouders van Mattheüs_I van Elzas                                            | Voorouders van Mattheüs_I van Elzas                                            | Voorouders van Mattheüs_I van Elzas                                            | Voorouders van Mattheüs_I van Elzas                                            | Voorouders van Mattheüs_I van Elzas                                    | Voorouders van Mattheüs_I van Elzas                                    | Voorouders van Mattheüs_I van Elzas                                     | Voorouders van Mattheüs_I van Elzas                                     |
| ----------------------------------- | ------------------------------------------------------------------------------ | ------------------------------------------------------------------------------ | ------------------------------------------------------------------------------ | ------------------------------------------------------------------------------ | ---------------------------------------------------------------------- | ---------------------------------------------------------------------- | ----------------------------------------------------------------------- | ----------------------------------------------------------------------- |
| Overgrootouders                     | Gerard van Lotharingen (1030-1070) ∞ Hedwig Van Namen (?-?)                    | Gerard van Lotharingen (1030-1070) ∞ Hedwig Van Namen (?-?)                    | Robrecht I de Fries (±1029–1093) ∞ Geertruida van Saksen (1033-1113)           | Robrecht I de Fries (±1029–1093) ∞ Geertruida van Saksen (1033-1113)           | Fulco IV van Anjou (1043-1109) ∞ Bertrada van Montfort (1070–1117)     | Fulco IV van Anjou (1043-1109) ∞ Bertrada van Montfort (1070–1117)     | Eli I van Maine (1060-1110) ∞ Mathilde van Château-du-Loir (±1055–1099) | Eli I van Maine (1060-1110) ∞ Mathilde van Château-du-Loir (±1055–1099) |
| Grootouders                         | Diederik II van Lotharingen (1100–1168) ∞ Gertrudis van Vlaanderen (1080-1117) | Diederik II van Lotharingen (1100–1168) ∞ Gertrudis van Vlaanderen (1080-1117) | Diederik II van Lotharingen (1100–1168) ∞ Gertrudis van Vlaanderen (1080-1117) | Diederik II van Lotharingen (1100–1168) ∞ Gertrudis van Vlaanderen (1080-1117) | Fulco V van Anjou (1091-1143) ∞ Ermengarde van Maine (1096–1126)       | Fulco V van Anjou (1091-1143) ∞ Ermengarde van Maine (1096–1126)       | Fulco V van Anjou (1091-1143) ∞ Ermengarde van Maine (1096–1126)        | Fulco V van Anjou (1091-1143) ∞ Ermengarde van Maine (1096–1126)        |
| Ouders                              | Diederik van de Elzas (1100-1168) ∞ 1139 Sybille van Anjou (1116-1165)         | Diederik van de Elzas (1100-1168) ∞ 1139 Sybille van Anjou (1116-1165)         | Diederik van de Elzas (1100-1168) ∞ 1139 Sybille van Anjou (1116-1165)         | Diederik van de Elzas (1100-1168) ∞ 1139 Sybille van Anjou (1116-1165)         | Diederik van de Elzas (1100-1168) ∞ 1139 Sybille van Anjou (1116-1165) | Diederik van de Elzas (1100-1168) ∞ 1139 Sybille van Anjou (1116-1165) | Diederik van de Elzas (1100-1168) ∞ 1139 Sybille van Anjou (1116-1165)  | Diederik van de Elzas (1100-1168) ∞ 1139 Sybille van Anjou (1116-1165)  |
| Mattheüs I van de Elzas (1137–1173) |                                                                                |                                                                                |                                                                                |                                                                                |                                                                        |                                                                        |                                                                         |                                                                         |